# Valentín Jorge Sosa
Valentín Jorge Sosa (Santa Cruz de Tenerife, 11 de noviembre de 1917 - Ibídem, 22 de abril de 2010) fue un jugador de fútbol profesional español que jugaba en la demarcación de delantero.

## Biografía
Valentín Jorge Sosa debutó como futbolista profesional en 1939 con el Granada CF a los 22 años de edad. Dos años después de su debut, en la temporada 1940/41 ganó la Segunda División de España, ascendiendo a la máxima categoría española. Sin embargo en la temporada 1944/45 descendió de categoría. Finalmente en 1951 dejó el club para fichar por el Cartagena CF, club donde se retira como futbolista profesional.
Valentín Jorge Sosa falleció el 22 de abril de 2010 en la capital tinerfeña a los 92 años de edad.

## Clubes
| Club         | País   | Año         | Partidos | Goles |
| ------------ | ------ | ----------- | -------- | ----- |
| Granada CF   | España | 1939 - 1951 | 239      | 2     |
| Cartagena CF | España | 1951 - 1952 | 21       | 3     |

## Palmarés
- Segunda División de España: 1941